# Salto do Itararé
Salto do Itararé – miasto i gmina w Brazylii, w stanie Parana. Znajduje się w mezoregionie Norte Pioneiro Paranaense i mikroregionie Wenceslau Braz.